# Hal Needham
Hal Brett Needham (Memphis, 6 de março de 1931 — Los Angeles, 25 de outubro de 2013) foi um dublê e diretor de cinema norte-americano.

## Carreira
Tendo sido paraquedista na Guerra da Coreia, Needham iniciou sua carreira cinematográfica como dublê do ator Richard Boone no seriado de TV Paladino do Oeste. Projetou e introduziu com algumas inovações e equipamentos no ofício dos dublês.
Escreveu da estória de Smokey and the Bandit, filme pelo qual estreou na direção e foi estrelada por Burt Reynolds, de quem havia sido dublê.
Foi proprietário de equipe Skoal-Bandit da NASCAR.

## Filmografia
- 1977 - Smokey and the Bandit
- 1978 - Hooper
- 1979 - The Villain
- 1979 - Death Car on the Freeway (TV)
- 1980 - Smokey and the Bandit II
- 1981 - The Cannonball Run
- 1982 - Megaforce
- 1983 - Stroker Ace
- 1984 - Cannonball Run II
- 1986 - Rad
- 1987 - Body Slam